# 普赫格
普赫格是奥地利施蒂利亚州哈特贝格县的一个市镇。总面积13.64平方公里，总人口558人，人口密度40.9人/平方公里（2005年）。